# Ривербанк (Калифорнија)
Ривербанк (енгл. Riverbank) град је у америчкој савезној држави Калифорнија. По попису становништва из 2010. у њему је живело 22.678 становника.

## Демографија
Према попису становништва из 2010. у граду је живело 22.678 становника, што је 6.852 (43,3%) становника више него 2000. године.
| Група             | 2000.         | 2010.          |
| Белци             | 7.612 (48,1%) | 8.964 (39,5%)  |
| Афроамериканци    | 242 (1,5%)    | 480 (2,1%)     |
| Азијати           | 208 (1,3%)    | 770 (3,4%)     |
| Хиспаноамериканци | 7.266 (45,9%) | 11.822 (52,1%) |
| Укупно            | 15.826        | 22.678         |